# Ivan Riley
Ivan Harris Riley (31. december 1900 – 28. oktober 1943) var en amerikansk sportsudøver som deltog i de olympiske lege 1924 i Paris.
Riley vandt en bronzemedalje i atletik under OL 1924 i Paris. Han kom på en tredje plads i disciplinen 400 meter hækkeløb bagefter sin landsmand Morgan Taylor og Erik Wilén fra Finland.